# 그리스와 덴마크의 공주 알렉시아
그리스와 덴마크의 공주 알렉시아(그리스어: Αλεξία, 1965년 7월 10일 ~ )는 그리스의 선왕 콘스탄티노스 2세와 덴마크의 아네마리의 장녀이다. 